# Піоста (Айова)
Піоста (англ. Peosta) — місто (англ. city) в США, в окрузі Дюб'юк штату Айова. Населення — 1908 осіб (2020).

## Географія
Піоста розташована за координатами 42°26′51″ пн. ш. 90°50′45″ зх. д. / 42.44750° пн. ш. 90.84583° зх. д. (42.447393, -90.845774).  За даними Бюро перепису населення США в 2010 році місто мало площу 5,10 км², уся площа — суходіл. В 2017 році площа становила 6,44 км², уся площа — суходіл.

## Демографія
Згідно з переписом 2010 року, у місті мешкало 1377 осіб у 438 домогосподарствах у складі 369 родин. Густота населення становила 270 осіб/км².  Було 456 помешкань (89/км²).
Расовий склад населення:
| - 96,9 % — білих - 2,0 % — чорних або афроамериканців - 0,1 % — корінних американців - 0,1 % — азіатів |

До двох чи більше рас належало 0,7 %. Частка іспаномовних становила 0,9 % від усіх жителів.
За віковим діапазоном населення розподілялося таким чином: 38,9 % — особи молодші 18 років, 56,8 % — особи у віці 18—64 років, 4,3 % — особи у віці 65 років та старші. Медіана віку мешканця становила 30,2 року. На 100 осіб жіночої статі у місті припадало 94,8 чоловіків;  на 100 жінок у віці від 18 років та старших — 91,8 чоловіків також старших 18 років.
Середній дохід на одне домашнє господарство  становив 78 772 долари США (медіана — 81 397), а середній дохід на одну сім'ю — 80 071 долар (медіана — 83 333). Медіана доходів становила 50 843 долари для чоловіків та 36 100 доларів для жінок. За межею бідності перебувало 13,1 % осіб, у тому числі 19,2 % дітей у віці до 18 років та 3,9 % осіб у віці 65 років та старших.
Цивільне працевлаштоване населення становило 883 особи. Основні галузі зайнятості: освіта, охорона здоров'я та соціальна допомога — 24,8 %, виробництво — 17,2 %, науковці, спеціалісти, менеджери — 9,4 %, фінанси, страхування та нерухомість — 8,6 %.